# تپه قلعه تکیه
تپه قلعه تکیه در شهرستان سنندج، بخش مرکزی، روستای سو واقع شده و این اثر در تاریخ ۱۰ دی ۱۳۸۱ با شمارهٔ ثبت ۶۸۹۰ به‌عنوان یکی از آثار ملی ایران به ثبت رسیده است.